# Беляев, Николай Михайлович (учёный)
Никола́й Миха́йлович Беля́ев (24 января [5 февраля] 1890, Владимир — 25 апреля 1944, Ленинград) — советский учёный в области теории прочности, член-корреспондент АН СССР, профессор.
Работал в Институте механики АН СССР, преподавал в ряде высших учебных заведений страны, занимался исследованием устойчивости призматических стержней под действием продольных переменных сил, а также теорией пластических деформаций.

## Биография
Родился 24 января (5 февраля) 1890 года во Владимире, в семье священника.
В 1908 году с золотой медалью окончил Владимирскую гимназию, в 1916 году — Петербургский институт инженеров путей сообщения; его имя было занесено на почётную мраморную доску в актовом зале. Остался работать в этом же институте под руководством Степана Прокофьевича Тимошенко на кафедре сопротивления материалов (по другим данным, после окончания работал в Управлении Северо-Западных железных дорог).
В 1919 году перешёл на работу в механическую лабораторию НИИ военного ведомства. С 1919 по 1926 годы преподавал в Петроградском технологическом институте и Петроградском институте инженеров путей сообщения, где читал курс «Стропила». В 1924 году получил учёное звание профессор и стал заведующим кафедрой сопротивления материалов и механической лабораторией Института инженеров путей сообщения, ранее возглавляемой Н. А. Белелюбским; читал курсы по сопротивлению материалов, испытанию мостов, теории упругости. В 1927 году участвовал в конгрессе по испытанию материалов в Амстердаме.
С 1932 по 1934 годы преподавал на математико-механическом факультете Ленинградского университета, одновременно (с 1931) в Ленинградском институте инженеров Гражданского воздушного флота, в котором руководил кафедрой сопротивления материалов и организовал механическую лабораторию для проведения исследований свойств материалов, использовавшихся в авиационном строительстве.
В 1934 году возглавил кафедру в Ленинградском индустриальном институте. С 1934 по 1938 годы читал курсы по сопротивлению материалов и строительной механике, возглавлял кафедру сопротивления материалов Академии научно-технических знаний при Ленинградском доме учёных. С 1935 года заведовал кафедрой сопротивления материалов Ленинградского индустриального института, в котором с 1939 года начал читать новый курс «Теория пластических деформаций».
28 января 1939 года Николай Михайлович Беляев был избран членом-корреспондентом Академии наук СССР (специальность «механика»), с 1940 года заведовал отделом прочности её Института механики, а с августа 1941 года занимал должность заместителя директора института. Во время работы в Казани, куда был эвакуирован институт, одновременно преподавал в Казанском авиационном институте. По возвращении института в Москву, помимо основной работы, преподавал в Московском механическом институте, и параллельно продолжал заведовать кафедрой в Ленинградском институте инженеров железнодорожного транспорта. В 1944 году он прочитал свой последний курс лекций по усталостной прочности (в Московском высшим техническом училище им. Н. Э. Баумана на кафедре сопротивления материалов).
Умер 25 апреля 1944 года в Ленинграде. Похоронен на Волковском кладбище. 

## Научная деятельность
Основными направлениями исследований Н. М. Беляева являлись сопротивление материалов, теория прочности и упругости, теория контактных напряжений.
Ещё во время учёбы в Петроградском институте инженеров путей сообщения Беляев начал заниматься проектированием мостов. Под руководством профессора Г. П. Передерия он разработал проект железобетонной арочной эстакады моста через Амур. Этому направлению была посвящена и его дипломная работа. Работая с 1916 года инженером восстановительного отдела службы пути в Управлении Северо-Западных железных дорог, он занимался испытанием, ремонтом и восстановлением мостов. В 1923 году Беляев стал руководителем Петроградской мостоиспытательной станции научно-технического комитета Народного комиссариата путей сообщения СССР. За время руководства станцией Беляевым были проведены исследования по определению динамики усталости в мостовых сооружениях и составляющих мостовых конструкций.
Н. М. Беляев является основоположником советской технологии бетона. В механической лаборатории Института инженеров путей сообщения он совместно со своими учениками разработал подборы состава бетона на основе отечественных материалов и методы его контроля прочности. Первые результаты исследований по подбору гидротехнического бетона, проводившихся во время проектирования ДнепроГЭСа, были отражены в работе Беляева «Методы подбора состава бетонов», опубликованной в 1927 году. Впоследствии вопросы технологии бетона, предложенные Беляевым, получили дальнейшее развитие в работах других учёных СССР. В 1931 году под руководством Беляева были разработаны всесоюзные нормы состава бетона.
С 1927 по 1940 годы занимался исследованием рельсовой стали. Беляевым были разработаны новые технические условия производства рельсов, а также решён ряд технических задач по вопросам их прочности. Им была проведена большая работа по устранению основных причин изломов деталей подвижного состава, таких как вагонные и паровозные оси и другие. Также им была впервые решена инженерная и теоретическая задача об устойчивости призматических стержней под действием продольных переменных сил.